# Ralph Brown (cầu thủ bóng đá)
Ralph Brown (sinh ngày 26 tháng 2 năm 1944) là một cựu cầu thủ bóng đá người Anh thi đấu cho Aston Villa và Notts County. Ông có lần ra sân duy nhất cho Aston Villa tại Chung kết Football League Cup 1961.